# Krempel (Unternehmen)
Koordinaten: 48° 54′ 45,3″ N, 8° 58′ 49,5″ O

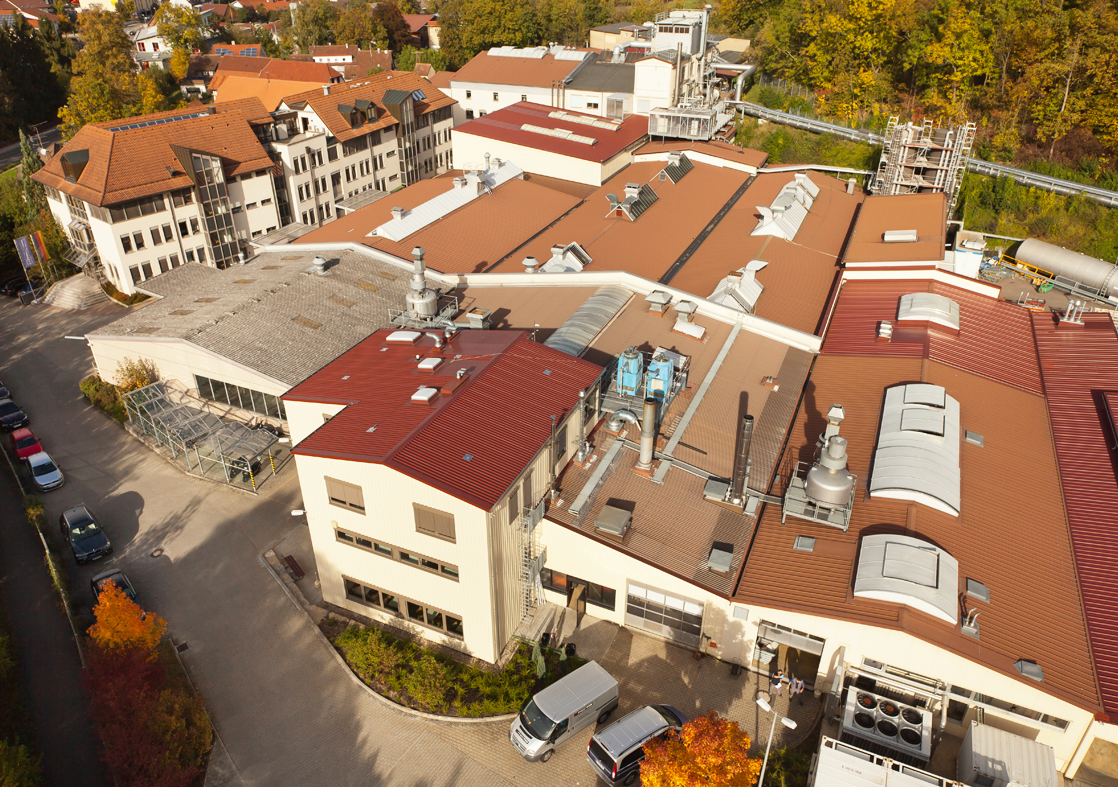
Hauptverwaltung und Werk Vaihingen/Enz

Werk Kuppenheim

Die Krempel GmbH ist ein Unternehmen mit Hauptsitz in Deutschland. Es stellt Elektroisolierstoffe, Verbundwerkstoffe, Bauteile, Elektronikmaterialien und Speziallaminate her. In Produktionsstätten in Deutschland, England, Brasilien, China, Kroatien sowie Mexiko werden mehr als 1.400 Mitarbeiter beschäftigt. Vertriebsgesellschaften befinden sich in den USA, Thailand und Österreich. Darüber hinaus gibt es eine Reihe von Vertriebspartnerschaften in weiteren Ländern.

## Geschichte
1871 übernahm August Krempel in Stuttgart den Altwarenhandel seines Stiefvaters Jakob Kayser. Krempel weitete vor dem Hintergrund der boomenden Papierindustrie das Geschäft aus und nahm in den 1880er-Jahren Pappen in sein Sortiment auf. Bis zum Ende des 19. Jahrhunderts kamen Cellulose- und Packstoffe, Feinpappen und Umschlagpappen hinzu. Ab November 1890 firmierte das Unternehmen nach Übernahme des Papierhandels von David Schmid als A. Krempel, J. D. Schmids Nachfolger.
Für einen Kaufpreis von 50.000 Goldmark übernahm Krempel 1911 die Papierfabrik Christian Weiss & Cie. in Enzberg in Vaihingen an der Enz, die schon vorher als Zulieferer für Krempel tätig gewesen war und 1910 Insolvenz anmelden musste. Damit wurde Krempel vom Händler zum Produzenten. Noch im selben Jahr übergab Krempel das Geschäft an seine Söhne, die im Oktober 1911 ins Handelsregister eingetragen wurden.
1918 begann das Unternehmen mit der Herstellung von Tafelpressspan – einem Elektroisolierstoff auf Zellulosebasis. 1940 stieg Alfred Karl August Krempel, der Enkel des Firmengründers, in den Betrieb ein. Während des Zweiten Weltkrieges stellte das Unternehmen auch Holzfaserplatten her. Alfred Krempel wurde 1948 Geschäftsführer; er baute das Unternehmen nach dem Zweiten Weltkrieg wieder auf und modernisierte die Produktionsanlagen.
In den 1950er-Jahren entwickelte das Unternehmen Pressspan-Großformate für den Transformatorenbau wie Trafolit, Trafostabil, Nutoflex und Contravolt. 1957 übernahm Krempel die Firma Wepack aus Weilheim/Teck, die Verpackungen und Verpackungsmaschinen herstellte. 1960 wurde Werner Herzog Geschäftsführer, der das Unternehmen in den Folgejahren entscheidend prägte.
Als Pressspan nicht mehr nur als Tafelware, sondern auch als Rollenware benötigt wurde, startete 1962 im neu errichteten Werk Kuppenheim eine kontinuierliche Rollenpressspanfertigung. Ende der 1960er Jahre wurde das Werk Vaihingen/Enz mit der Herstellung von Faserverbundwerkstoffen auf eine neue Fertigungstechnologie umgestellt. Bis Ende der 1980er-Jahre wurde die Herstellung sukzessive auf verschiedene Materialien erweitert, wie zum Beispiel Verbundwerkstoffe auf Basis von Epoxidharzen und Materialien wie Papier, Glas, Kohlenstoff- und Aramidfasern. Ebenfalls in die späten 1960er-Jahre fällt die Einführung von mit Kunstharzen vorimprägnierten Faserstoffen, sogenannten Prepregs. 1987 schied Alfred Krempel im Alter von 75 Jahren aus der Geschäftsführung aus und wechselte in den Beirat.
Seit 1988 befindet sich auch der Unternehmenssitz in Vaihingen/Enz. Nach der deutschen Wiedervereinigung wurden 1991 zwei Produktionsstätten in Sachsen übernommen und modernisiert. Im Werk Thalheim läuft eine Produktionsanlage für die kontinuierliche Fertigung von Rollenpressspan, im Werk Zwönitz werden Tafelpressspan und Spezialpapiere, sowie komplexe Faserverbund-Baugruppen hergestellt.
Im Jahr 2000 übernahm Krempel die beiden englischen Unternehmen Jones Stroud Insulations (JSI) (seit 2021 Krempel UK Ltd.) und Anglo-American Vulcanized Fibre (AAVF), (seit 2021 Krempel Industries Ltd.). Im Jahr 2006 gründete Krempel in China ein eigenes Unternehmen für die Produktion von Elektroisolierstoffen und Speziallaminaten. Darüber hinaus stellt das Unternehmen mit Kunstharz imprägnierte Flächenisolierstoffe und Verbundwerkstoffe her. Ende 2011 beteiligte sich Krempel am 2002 gegründeten brasilianischen Unternehmen DMI Isolantes Eletricos Ltda. Krempel wurde Anfang 2012 als Gesellschafter ins Handelsregister eingetragen. Seit 2019 ist es eine hundertprozentige Tochter und firmiert unter Krempel Brasil Ltda.
Im Februar 2018 berichtete die Stuttgarter Zeitung, dass Krempel-Pressspan in iranischen Motoren eingebaut wurde, die für Kriegswaffen im syrischen Bürgerkrieg verwendet wurden. Ein Handelsunternehmen hatte den Pressspan offenbar an einen iranischen Motorenhersteller weiterverkauft. In einer Stellungnahme zeigte sich das Unternehmen erschüttert und verurteilte den Einsatz von Kriegswaffen. Weiter hieß es, dass der in großen Mengen produzierte Pressspan weltweit leicht verfügbar sei und in einer Vielzahl von Produkten wie Haushaltsgeräten und in der Automobilindustrie zur Anwendung komme. Das Unternehmen wolle die Lieferbeziehungen zu seinen Kunden prüfen. Claudia Rieger schrieb in der Vaihinger Kreiszeitung, dass dem Unternehmen nach aktuellem Kenntnisstand „wenig vorzuwerfen“ sei. Krempel verkaufe ein „papierähnliches Produkt“, das „per se nichts mit Waffen- oder Munitionsherstellung zu tun“ habe. Jürgen Schmidt meint in der Ludwigsburger Kreiszeitung, dass Krempel auch „nicht gegen Ausfuhrbestimmungen verstoßen“ habe. Der Pressspan sei „weder ein Rüstungsgut noch ein erfasstes Dual-Use-Gut“. Er unterliege ebenfalls „nicht den Iran-spezifischen Embargoregelungen“.
Im Jahr 2021 feierte Krempel sein 150-jähriges Bestehen.

## Unternehmensstruktur
Krempel hat die Unternehmensform einer GmbH und wird von den Geschäftsführern Christian W. Reh (seit 2013) und Jörn Clasen (seit 2018) geleitet. Als Gesellschafterin tritt die 1967 gegründete Krempel Beteiligungsgesellschaft mbH auf, die an insgesamt 16 Gesellschaften des Krempel-Konzerns beteiligt ist. Krempel hat mehrere Tochtergesellschaften, unter anderem die Krempel GmbH & Co. Pressspanwerk KG in Talheim/Erzgebirge sowie die britischen Unternehmen Krempel Industries Ltd. in Bideford und Krempel Ltd. in Preston. Der Jahresumsatz im Geschäftsjahr 2021 betrug 151,369 Mio. Euro; davon wurde der Großteil mit 101,238 Mio. Euro in Europa erwirtschaftet.

## Gliederung
Die Krempel GmbH ist in folgende Geschäftsfelder aufgegliedert:
| Lösungen | Bereiche                                                                                                |
| -------- | --- |
| Energy   | Generators, Motors, Wind Energy, Liquid Transformers, Dry Transformers, Photovoltaics                   |
| Mobility | Aerospace, Automotive, Railway, Fuell Cell, Battery & Charing                                           |
| Industry | Composite Solutions, Medical, Defence and Protection, Mechanical Engineering, Flexible Printed Circuits |

## Standorte
Die Krempel GmbH hat acht Produktionsstandorte; der Stammsitz ist in der Papierfabrikstraße 4 in Vaihingen an der Enz. Von diesem Standort wird auch der weltweite Vertrieb koordiniert.
Darüber hinaus hat das Unternehmen Produktionswerke in Kuppenheim, Thalheim und Zwönitz (alle Deutschland) sowie Preston (UK), Bideford (UK), Sao Bernardo (Brasilien) und Xiamen (China) sowie Vertriebsstandorte in den USA, Österreich und Thailand.

## Produkte
Das Unternehmen stellt Elektroisolierstoffe wie Pressspan, Mehrschichtisolierstoffe, Glimmerprodukte, Prepregs und harzgebundene Isolierstoffe sowie Faserverbundwerkstoffe (Composites) in Form von Flächenstoffen, Halbzeuge und Bauteile her. Eingesetzt werden Krempel-Produkte in verschiedenen Branchen wie der Luftfahrt, dem Fahrzeugbau, dem Schienenverkehr und der Medizintechnik. Die Elektroisolierstoffe finden sich vor allem in Geräten wie Generatoren und Hochspannungsmaschinen, Öl- und Trockentransformatoren sowie E-Motoren.